# Neuville (Quebec)
Neuville es una ciudad de la provincia de Quebec, Canadá. Está ubicada en el condado regional de Portneuf y a su vez, en la región administrativa de la Capitale-Nationale. Hace parte de las circunscripciones electorales de Portneuf a nivel provincial y de Portneuf a nivel federal.

## Geografía
Neuville se encuentra ubicada en las coordenadas 46°42′00″N 71°35′00″O / 46.70000, -71.58333. Según Statistics Canada, tiene una superficie total de 72,16 km² y es una de las 1135 municipalidades en las que está dividido administrativamente el territorio de la provincia de Quebec.

## Demografía
Según el censo de 2011, había 3888 personas residiendo en esta ciudad con una densidad poblacional de 53,9 hab./km². Los datos del censo mostraron que de las 3638 personas censadas en 2006, en 2011 hubo un aumento poblacional de 250 habitantes (6,9%). El número total de inmuebles particulares resultó de 1670 con una densidad de 23,14 inmuebles por km². El número total de viviendas particulares que se encontraban ocupadas por residentes habituales fue de 1596.